# فسفین
فسفین (به انگلیسی: Phosphine) با فرمول شیمیایی PH۳ یک ترکیب شیمیایی بی‌رنگ، قابل اشتعال، بسیار سمی است که به عنوان یک هیدرید پنیکتوژن طبقه‌بندی می‌شود. فسفین خالص بویی ندارد اما نسخه‌های ناخالص آن بوی بسیار بدی دارند. این بو به دلیل مواد شیمیایی دیگری مانند فسفین و دی فسفان جایگزین (P2H4) که با آن مخلوط شده است، مانند ماهی فاسد است. حتی مقدار کمی P2H4 باعث می‌شود PH3 خود به خود در هوا آتش بگیرد. وقتی می‌سوزد با شعله ای روشن می‌سوزد.